# 42. Międzynarodowy Festiwal Filmowy w Cannes
42. Międzynarodowy Festiwal Filmowy w Cannes odbył się w dniach 11–23 maja 1989 roku. Imprezę otworzył pokaz amerykańskiego filmu nowelowego Nowojorskie opowieści w reżyserii Woody’ego Allena, Francisa Forda Coppoli i Martina Scorsese. W konkursie głównym zaprezentowane zostały 22 filmy pochodzące z 12 różnych krajów.
Jury pod przewodnictwem niemieckiego reżysera Wima Wendersa przyznało nagrodę główną festiwalu, Złotą Palmę, amerykańskiemu filmowi Seks, kłamstwa i kasety wideo w reżyserii debiutanta Stevena Soderbergha. Drugą nagrodę w konkursie głównym, Grand Prix, przyznano ex aequo włoskiemu filmowi Cinema Paradiso w reżyserii Giuseppe Tornatore oraz francuskiemu filmowi Zbyt piękna dla ciebie w reżyserii Bertranda Bliera.

## Członkowie jury

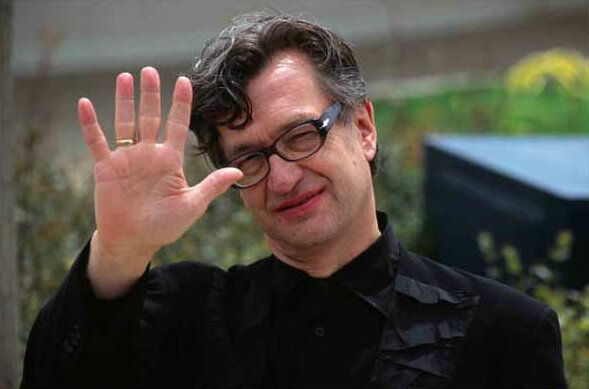
Przewodniczący jury konkursu głównego Wim Wenders.

### Konkurs główny
- Wim Wenders, niemiecki reżyser − przewodniczący jury[3]
- Héctor Babenco, brazylijski reżyser
- Claude Beylie, francuski krytyk filmowy
- Renée Blanchar, studentka reżyserii na uczelni La Fémis
- Silvio Clementelli, włoski producent filmowy
- Georges Delerue, francuski kompozytor
- Sally Field, amerykańska aktorka
- Christine Gouze-Rénal, francuska producentka filmowa
- Peter Handke, austriacki pisarz
- Krzysztof Kieślowski, polski reżyser

### Złota Kamera – debiuty reżyserskie
- Raf Vallone, włoski aktor − przewodniczący jury
- Klaus Eder, niemiecki krytyk filmowy
- Yvan Gauthier, francuski montażysta i producent filmowy
- Moustafa Salah Hashem, egipski krytyk filmowy
- Bernard Jubard, francuski producent filmowy
- Philippe Maarek, francuski krytyk filmowy
- Peter Scarlet, amerykański kierownik produkcji
- Suzanne Schiffman, francuska scenarzystka

## Selekcja oficjalna

### Otwarcie i zamknięcie festiwalu
|             | Tytuł                 | Reżyseria                                           | Kraj              |
| ----------- | --------------------- | --------------------------------------------------- | ----------------- |
| Otwierający | Nowojorskie opowieści | Woody Allen, Francis Ford Coppola i Martin Scorsese | Stany Zjednoczone |
| Zamykający  | Stary gringo          | Luis Puenzo                                         | Stany Zjednoczone |

### Konkurs główny
Następujące filmy zostały wyselekcjonowane do udziału w konkursie głównym o Złotą Palmę:
| Tytuł polski                  | Tytuł oryginalny             | Reżyseria           | Kraj produkcji    |
| ----------------------------- | ---------------------------- | ------------------- | ----------------- |
| Chimera                       | Chimère                      | Claire Devers       | Francja           |
| Krzyk w ciemności             | A Cry in the Dark            | Fred Schepisi       | Australia         |
| Rób, co należy                | Do the Right Thing           | Spike Lee           | Stany Zjednoczone |
| Czas Cyganów                  | Дом за вешање Dom za vešanje | Emir Kusturica      | Jugosławia        |
| Franciszek                    | Francesco                    | Liliana Cavani      | Włochy            |
| Jezus z Montrealu             | Jésus de Montréal            | Denys Arcand        | Kanada            |
| Kuarup                        | Kuarup                       | Ruy Guerra          | Brazylia          |
| Czarny deszcz                 | 黒い雨 Kuroi ame             | Shōhei Imamura      | Japonia           |
| Kobiety na dachu              | Kvinnorna på taket           | Carl-Gustav Nykvist | Szwecja           |
| Droga do domu                 | Lost Angels                  | Hugh Hudson         | Stany Zjednoczone |
| Pan Hire                      | Monsieur Hire                | Patrice Leconte     | Francja           |
| Mystery Train                 | Mystery Train                | Jim Jarmusch        | Stany Zjednoczone |
| Księżycowe dziecko            | El niño de la luna           | Agustí Villaronga   | Hiszpania         |
| Cinema Paradiso               | Nuovo Cinema Paradiso        | Giuseppe Tornatore  | Włochy            |
| Odnaleziony przyjaciel        | Reunion                      | Jerry Schatzberg    | Wielka Brytania   |
| Rozalka idzie na zakupy       | Rosalie Goes Shopping        | Percy Adlon         | RFN               |
| Seks, kłamstwa i kasety wideo | Sex, Lies, and Videotape     | Steven Soderbergh   | Stany Zjednoczone |
| Pajęcza sieć                  | Das Spinnennetz              | Bernhard Wicki      | RFN               |
| Splendor                      | Splendor                     | Ettore Scola        | Włochy            |
| Sweetie                       | Sweetie                      | Jane Campion        | Australia         |
| Wiosenne wody                 | Torrents of Spring           | Jerzy Skolimowski   | Wielka Brytania   |
| Zbyt piękna dla ciebie        | Trop belle pour toi          | Bertrand Blier      | Francja           |